# Національна дорога 49 (Польща)
Національна дорога 49 (пол. Droga krajowa nr 49, DK49) — національна дорога класу G, що проходить через Малопольське воєводство, протяжністю 24 км від Нового Торгу до кордону зі Словаччиною в Юрґуві. До 2000 року проходила від Ополе до Пщини через Рацібуж, Рибнік і Жари.

## Допустиме навантаження на вісь
З 13 березня 2021 року на всій протяжності дороги дозволено рух транспортних засобів з навантаженням на одну ведучу вісь до 11,5 тонн.
Раніше на автомобільну дорогу державного значення № 49 діяли обмеження щодо допустимого навантаження на одну вісь:
| Знак                                       | Допустиме навантаження | Роки дії     | Ділянка                                            |
| ------------------------------------------ | ---------------------- | ------------ | -------------------------------------------------- |
| Tabliczka DK49 o biało-czarnym obramowaniu | до 10 тонн             | 2012 –2021   | Новий Торг (47) — Чарна-Ґура (960)                 |
| Tabliczka DK49 o czarnym obramowaniu       | до 8 тонн              | до 2012 року | Новий Тарг — Чарна Гура — Юргув — державний кордон |
| Tabliczka DK49 o czarnym obramowaniu       | до 8 тонн              | 2012 –2021   | Чарна Гура (960) — Юрґув — державний кордон        |

## Міста, розташовані на трасі DK49

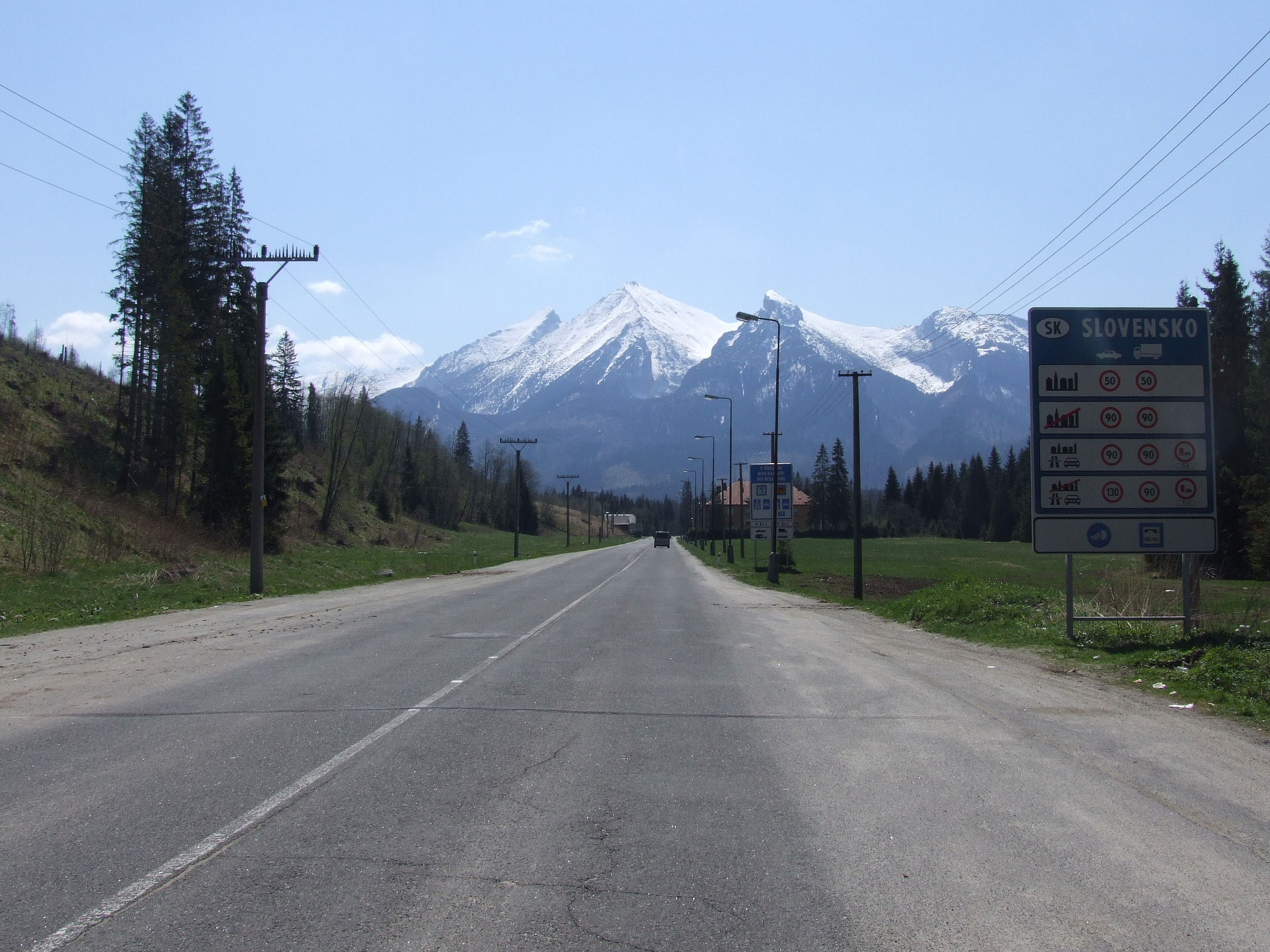
Розширення дороги № 49 у Словаччині, прямо через кордон. На задньому плані Белянські Татри.

- Новий Торг (DK47, DW957, DW969)
- Ґронкув
- Ґронь
- Бялка-Татшанська
- Буковіна-Татшанська (DW960)
- Чарна-Ґура
- Юрґув — кордон зі Словаччиною